# Antoni Ziemba
Antoni Ziemba (ur. 1960) – polski historyk sztuki, specjalista w zakresie późnośredniowiecznej i nowożytnej sztuki europejskiej, profesor doktor habilitowany nauk humanistycznych w dyscyplinie historia sztuki.

## Życiorys
Doktorat uzyskał w 1994 roku na Wydziale Historycznym Uniwersytetu Warszawskiego na podstawie rozprawy Nowe Dzieci Izraela. Biblia a Naród. O recepcji Starego Testamentu w piśmiennictwie i sztuce Północnych Niderlandów w 2 połowie XVI i w XVII wieku, a habilitację na podstawie książki Iluzja a realizm : gra z widzem w sztuce holenderskiej 1580–1660 w 2005 roku. Od 2011 profesor nauk humanistycznych. 
Profesor zwyczajny w Instytucie Historii Sztuki Uniwersytetu Warszawskiego, przewodniczący Rady Naukowej IHS UW, członek Komitetu Nauk o Sztuce Polskiej Akademii Nauk. Od 2001 roku członek CODART. Do 2019 pracownik Muzeum Narodowego w Warszawie, kurator zbiorów dawnej sztuki europejskiej, przewodniczący kolegium kuratorów MNW oraz redaktor naczelny „Rocznika Muzeum Narodowego w Warszawie”.  Autor lub współautor wystaw:
- Caravaggio „Złożenie do Grobu”: arcydzieło Pinakoteki Watykańskiej. Różne oblicza caravaggionizmu. Muzeum Narodowe w Warszawie 1996
- Sztuka cenniejsza niż złoto. Obrazy, rysunki i ryciny dawnych mistrzów europejskich ze zbiorów polskich, Muzeum Narodowe w Warszawie 1999
- Serenissima. Światło Wenecji. Dzieła mistrzów weneckich XIV-XVIII wieku ze zbiorów Muzeum Narodowego w Warszawie w świetle nowych badań technologicznych, historycznych i prac konserwatorskich, Muzeum Narodowe w Warszawie – Muzeum Narodowe w Poznaniu 1999–2000
- Transalpinum. Od Giorgiona i Dürera do Tycjana i Rubensa. Dzieła malarstwa europejskiego ze zbiorów Kunsthistorisches Museum w Wiedniu, Muzeum Narodowego w Warszawie i Muzeum Narodowego w Gdańsku, Muzeum Narodowe w Warszawie 2004
- Złoty Wiek malarstwa flamandzkiego: Rubens, van Dyck, Jordaens… 1608–1678, Muzeum Narodowe w Warszawie 2007
- Wywyższeni. Od faraona do Lady Gagi, Muzeum Narodowe w Warszawie 2012 (wraz z Krzysztofem Pomianem, Grażyną Bastek i Aleksandrą Janiszewską)
- Arkadia, Muzeum Narodowe w Warszawie 2023 (wraz z Agnieszką Lajus)[4]

## Publikacje
- Antoni Ziemba: Nowe Dzieci Izraela: Stary Testament w kulturze holenderskiej XVII wieku. Warszawa: Wydawnictwo Neriton, 2000. ISBN 83-7100-141-X. Brak numerów stron w książce
- Bożena Steinborn, Antoni Ziemba: Malarstwo niemieckie do 1600 roku / Deutsche Malerei bis 1600, (katalog zbiorów). Warszawa: Muzeum Narodowe w Warszawie, 2000. ISBN 83-86842-79-2. Brak numerów stron w książce
- Robert Genaille, Maciej Monkiewicz, Antoni Ziemba (uzupełnienie, hasła artystów niderlandzkich) 'Encyklopedia malarstwa flamandzkiego i holenderskiego, PWN Warszawa 2001, ISBN 83-221-0686-6
- Antoni Ziemba: Iluzja a realizm: gra z widzem w sztuce holenderskiej 1580–1660. Warszawa: Wydawnictwa Uniwersytetu Warszawskiego, 2005. ISBN 83-235-0007-X. Brak numerów stron w książce
- Antoni Ziemba: Sztuka Burgundii i Niderlandów 1380–1500. T. I: Sztuka i kultura dworu burgundzkiego i miast niderlandzkich 1380–1500. Warszawa: Wydawnictwa Uniwersytetu Warszawskiego, 2008. Brak numerów stron w książce
- Antoni Ziemba: Sztuka Burgundii i Niderlandów 1380–1500. T. II: Niderlandzkie malarstwo tablicowe 1430–1500. Warszawa: Wydawnictwa Uniwersytetu Warszawskiego, 2011. Brak numerów stron w książce
- Antoni Ziemba: Sztuka Burgundii i Niderlandów 1380–1500. T. III: Wspólnota rzeczy: sztuka niderlandzka i północnoeuropejska 1380–1520. Warszawa: Wydawnictwa Uniwersytetu Warszawskiego, 2015. Brak numerów stron w książce
- Antoni Ziemba: Illusion and Realism - The Game with the Spectator in the Dutch Art 1580-1660, Frankfurt am Main: Peter Lang Verlag 2017. ISBN 9783631668535. https://www.peterlang.com/document/1061446#
- Antoni Ziemba: The Agency of Art Objects in Northern Europe, 1380–1520. Berlin: Peter Lang Verlag, 2021. ISBN 978-3-631-82123-7. Brak numerów stron w książce
- Piotr Borusowski, Aleksandra Janiszewska-Cardone, Antoni Ziemba, Rijksmuseum w Amsterdamie, Warszawa: Arkady, 2024, ISBN: 978-83-213-5228-2 https://arkady.eu/naklad-wyczerpany/rijksmuseum-w-amsterdamie/